# Богатство
Богатство је појам који се односи на доступност материјалних или нематеријалних добара, који обогаћују живот. Данас се појам богатство често односи на новац и власништво.
Материјално благостање је појам из социолошких наука и најтесније је повезан са субјективним доживљајем среће. Благостање настаје од вишка вредности. Али, за разлику од економског гледања на вишак вредности (види национални доходак), ово је вишак који ствара осећај среће. На пример, новац није благостање, али оно што се добија и купује за новац јесте.